# Cuminia fernandezia
Cuminia fernandezia é uma espécie de angiospermas da família Lamiaceae.
Apenas pode ser encontrada no Chile.
Está ameaçada por perda de habitat.